# Сравнително-исторически метод (лингвистика)
Сравнително-историческият метод в лингвистиката е научен метод на реконструкция на езикови факти от миналото, които не са документирани, чрез сравнение на съответстващи по-късни факти, известни по писмени паметници или от живото им използване в сравняваните езици.
Сравнително-историческият метод е приложен за пръв път между 1816 и 1820 г. от Якоб Грим и Франц Боп. Утвърждава се от младограматиците през 1890-те.
Първоначално (през 1816 г.) Франц Боп доказва чрез сравнително-историческия метод родството между санскритски, гръцки, латински, персийски и германски език. По-късно (1833 – 1840) Боп включва в изследванията си и зендски, арменски, литовски, старославянски и готски език.

## Приложение на сравнително-историческия метод
Прилагането на сравнително-историческия метод спомага за:
- изучаване на въпроса за закономерностите в развитието на даден език или група езици през отдалечени епохи;
- за откриване на:
  - първоначални и заети думи в даден език;
  - пътищата на проникване на заемките;
- позволява да се установи генетичното сходство на определени езикови единици, предимно в областта на фонетиката и морфологията;
- дава материал за решаване на отделни проблеми, с които се занимава сравнително-историческото изучаване на езиците:
  - произход на родствени езици;
  - взаимоотношението им в процеса на историческото им развитие;
  - общи черти в развитието;
  - различия в развитието и т.н.

Чрез сравнително-историческия метод се сравнява фонетичен, морфологичен и лексикален материал от живи или писмено регистрирани индоевропейски езици, за да се докаже тяхното родство или да се реконструра индоевропейският праезик. Откритите с помощта на този метод закономерности в развитието на редица езици спомагат за формулиране на определени езикови закони, например Закона на Грим за промяната на индоевропейската система от преградни съгласни:
- индоевропейските беззвучни преградни съгласни *k, *t, *p се превръщат в беззвучни аспировани съгласни h, th, f в английски и фрикативни съгласни h, d, f в немски, напр., първите фонеми в pater (латински), father (английски), Vater (немски), и в средата на думата: frater (латински), brother (английски), Bruder (немски).
- индоевропейските звучни неаспировани преградни съгласни *g, *d, *b се превръщат в беззвучни преградни k, t, p в английски и в безвучни аспировани съгласни kh, ts, f в немски, напр., първите фонеми в decem (латински), ten (английски), zehn (немски),
- индоевропейските звучни аспировани преградни съгласни *gh, *dh, *bh се превръщат в звучни преградни съгласни g, d, b в английски и в беззвучни преградни съгласни k, t, p в немски, напр., първите фонеми в dhar (санскритски), draw (английски), tragen (немски).

## Значение на сравнително-историческия метод
Сравнително историческият метод е залегнал в основата на сравнително-историческките граматики на различни групи езици, напр. сравнителната граматика на славянските езици.
Реконструкцията на фонемите в праезиците и техните исторически трасформации дават възможност за сравяване и на морфемите (корените, словообразуващите афикси и падежни окончания), склонението и спрежението и т.н. Обаче пълна реконструкция на даден праезик, особено на синтаксиса, не може да се постигне, понеже той претърпява „ерозия“ в най-силна степен, за разлика от фонетиката или морфологията, които могат да бъдат реконструирани със съществен успех (напр. индоевропейския праезик).